# No, No, Nanette (film 1930)
No, No, Nanette è un film del 1930 diretto da Clarence G. Badger tratto dal musical omonimo. La commedia è stata adattata due volte per lo schermo con lo stesso titolo, nel 1930 e nel 1940. Nel 1950, ne è stato girato un adattamento che trae spunto dalla canzone Tea for Two.

## Versioni cinematografiche
- No, No, Nanette, regia di Clarence G. Badger (WB) con Bernice Claire (1930)
- No, No, Nanette, regia di Herbert Wilcox (RKO) con Anna Neagle (1940)
- Tè per due (Tea for Two), regia di David Butler (WB) con Doris Day, Gordon MacRae (1950)